# Eugenia pubicalyx
Eugenia pubicalyx är en myrtenväxtart som beskrevs av Brother Alain. Eugenia pubicalyx ingår i släktet Eugenia och familjen myrtenväxter. Inga underarter finns listade i Catalogue of Life.